# Casas de San Galindo
Casas de San Galindo település Spanyolországban, Guadalajara tartományban. Casas de San Galindo Membrillera, Jadraque, Miralrío, Utande, Muduex, Hita, Guadalajara és Espinosa de Henares községekkel határos. Lakosainak száma 20 fő (2024).

## Népesség
A település népessége az utóbbi években az alábbiak szerint változott:
| Lakosok száma | 32   | 32   | 31   | 33   | 28   | 22   | 23   | 16   | 19   | 20   |
|               | 2001 | 2004 | 2006 | 2009 | 2011 | 2014 | 2016 | 2019 | 2021 | 2024 |